# Isabelle Molenberg
 (février 2014).
Si vous disposez d'ouvrages ou d'articles de référence ou si vous connaissez des sites web de qualité traitant du thème abordé ici, merci de compléter l'article en donnant les références utiles à sa vérifiabilité et en les liant à la section « Notes et références ».
Isabelle Molenberg, née le 21 février 1970 à Etterbeek, est une femme politique belge bruxelloise, membre de DéFI.
Elle est licenciée en droit et avocate au Barreau de Bruxelles.
Elle est Première échevine de la commune de Woluwe-Saint-Lambert, sous le mandat d'Olivier Maingain.

## Fonctions politiques
- Membre du Parlement de la Région de Bruxelles-Capitale du 6 juin 1995 au 25 mai 2014
- Échevine à Woluwe-Saint-Lambert

## Décoration
- Officier de l'ordre de Léopold (2014)[1].